# Inez (Texas)
Inez és una concentració de població designada pel cens dels Estats Units a l'estat de Texas. Segons el cens del 2000 tenia 1.787 habitants.

## Demografia
Segons el cens del 2000, Inez tenia 1.787 habitants, 628 habitatges, i 503 famílies. La densitat de població era d'11,6 habitants per km².
Dels 628 habitatges en un 43,8% hi vivien nens de menys de 18 anys, en un 69,7% hi vivien parelles casades, en un 6,8% dones solteres, i en un 19,9% no eren unitats familiars. En el 18,6% dels habitatges hi vivien persones soles el 7,8% de les quals corresponia a persones de 65 anys o més que vivien soles. El nombre mitjà de persones vivint en cada habitatge era de 2,85 i el nombre mitjà de persones que vivien en cada família era de 3,25.
Per edats la població es repartia de la següent manera: un 31,2% tenia menys de 18 anys, un 6,9% entre 18 i 24, un 30,9% entre 25 i 44, un 22% de 45 a 60 i un 9% 65 anys o més.
L'edat mediana era de 35 anys. Per cada 100 dones de 18 o més anys hi havia 101,8 homes.
La renda mediana per habitatge era de 50.000 $ i la renda mediana per família de 56.806 $. Els homes tenien una renda mediana de 35.926 $ mentre que les dones 22.050 $. La renda per capita de la població era de 18.487 $. Aproximadament el 2,6% de les famílies i el 4% de la població estaven per davall del llindar de pobresa.

## Poblacions properes
El següent diagrama mostra les poblacions més properes.